# Futebol de Macau
O desporto de futebol no país de Macau é organizado pela Associação de Futebol de Macau. A associação administra a equipa nacional de futebol, bem como a Liga de Elite, o primeiro escalão do futebol em Macau, e a Taça da Associação de Futebol de Macau.